# Edvard Liljencrantz
Edvard Theodor Liljencrantz, född den 14 januari 1849 i Malmö, död den 14 mars 1923 i Stockholm, var en svensk friherre och militär. Han var bror till Ludvig Liljencrantz.
Liljencrantz blev underlöjtnant vid Södermanlands regemente 1872 och löjtnant där 1878. Han var tillförordnad regementsintendent vid Södermanlands regemente 1880–1882, ordinarie 1882–1888 och regementsintendent vid Vaxholms artillerikår 1888–1899. Liljencrantz befordrades till kapten 1888 och var kapten i Södermanlads regementes reserv 1891–1899. Han blev fältintendent av andra graden vid Intendenturkåren 1895 och av första graden 1905. Liljencrantz var fördelningsintendent vid Femte arméfördelningen 1903–1911 och föreståndare för Arméförvaltningens intendentsdepartements tekniska revision 1911–1915. Han blev överstelöjtnant vid Intendenturkåren 1914 och överste i armén 1915.  Liljencrantz blev riddare av Vasaorden 1892 och av Svärdsorden 1896.